# Schirinski

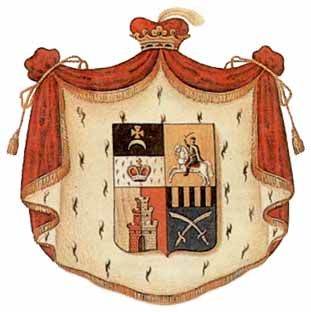
Wappen der Fürsten Schirinski-Shikhmatov

Schirinski (russisch Ширинский) ist der Name eines tatarischen Fürstengeschlechts, das vor allem in der Geschichte der Goldenen Horde und den Anfängen des Russischen Imperiums eine bedeutende Rolle spielte. Nicht nur in der tatarischen, sondern auch in der russischen Geschichte hinterließ es bedeutende Spuren.
Die Dynastie teilte sich im Lauf der Jahrhunderte in mehrere Unterlinien auf, von denen die Fürsten Schirinski, Schirinski-Shikhmatov, Malikbashich-Schirinski und Meschtscherski (Meshchersky, Mechtcherski, Mesherskij), die später in der Meschtschora begütert waren, die nennenswertesten sind.

## Geschichte

### Geschichtliche Anfänge
Es ist nicht viel über die historischen Wurzeln der Familie Schirinski bekannt. Jedoch kann man mit einiger Sicherheit sagen, dass sie ursprünglich aus den tatarischen Herrschaftsgebieten auf der Krim stammen. Der Clan der Shirin war dort vom 13. Jahrhundert an das bei weitem einflussreichste Haus, vielleicht sogar davor.

### Goldene Horde
Unter Dschingis Khan und seinen Nachfolgern formierte sich unter den von den Mongolen vereinten Völkern eine neue aristokratische Oberschicht. Der Clan der Shirin gehörte zu dieser sozialen und wirtschaftlichen Schicht, die durch den tatarischen Einfluss innerhalb der Horde immer weiter an Macht zunahm.
Im Laufe der Geschichte der militärischen Eroberungen in Russland (siehe Tatarenjoch) kam den Shirin als Mitglieder der militärischen Führung eine besonders bedeutende Rolle zu. So kam es dazu, dass die Familie der Shirin neue Gebiete zugesprochen bekam, die relativ nahe am Fürstentum Moskau lagen, welches zu dieser Zeit noch militärisch sowie politisch schwach war. Diese neuen Gebiete waren um die Stadt Kassimow angelegt, woher der Begriff der Qasim-Tataren stammt. Innerhalb der Goldenen Horde war dieses Gebiet als Mishar Yurt bekannt.

### Russisches Reich
Nach dem Zerfall der Goldenen Horde in mehrere Kanate begann der Aufstieg des Herzogtums Moskau. Im Jahre 1452 wechselte das von den Murzas Schirinski geführte Fürstentum von Qasim auf die Seite des Großherzogs Wassilij II. von Moskau, so dass ein Pufferstaats zwischen den restlichen tatarischen Khanaten und dem Großfürstentum Moskau entstand.
Nach dem endgültigen Zusammenbruch der Horde wurden die Schirinskis von Russland als Fürstenfamilie (russisch Knjas) anerkannt. 1681 wurde das Khanat von Qasim aufgelöst und in das Russische Reich eingegliedert.

### Nach der Assimilation
Ein Teil der Schirinskis hatte sich im Zuge des Aufstieges Russlands zum orthodoxen Christentum bekehren lassen (eine Grundbedingung für politischen Einfluss). Besonders die Zweige der Fürstenfamilien Schirinski-Shikhmatov und Meshersky spielten im Russischen Imperium eine politische Rolle, im Falle der ersteren sogar bis ins frühe 20. Jahrhundert.
Der russifizierte Zweig der Familie der Fürsten Schirinski ist größtenteils in den genealogischen Sammelbänden der russischen Adelsfamilien erfasst. Vom tatarisch-muslimischen Zweig der Genealogie der Schirinskis ist jedoch nur wenig bekannt. In den Sammlungen tatarischer Genealogie gibt es zwei Quellen, die jedoch beide alles andere als vollständig sind. Die vorhandenen tatarischen Verzeichnisse der Genealogie der Schirinskis gehen von den Repräsentanten aus dem Familiensitz Shirin (Podlipki, heute Rajon Kassimow, Oblast Rjasan) aus.

### Die russische Revolution
Im Zuge der russischen Revolution von 1917 und der Auflösung aller Adelstitel und Grundbesitze, sowie der Verfolgung des russischen Adels, mussten auch die Schirinskis aus Kassimow fliehen. Das Jahr 1919 bezeichnet das Jahr, in dem die Revolution und der Bürgerkrieg bis nach Kassimow vordrangen. Dank eines Hinweises aus der örtlichen Bevölkerung konnte die Familie der Schirinskis rechtzeitig vor der Roten Armee fliehen.